# Wola Palczewska
Wola Palczewska – wieś sołecka w Polsce położona w województwie mazowieckim, w powiecie grójeckim, w gminie Warka.
W latach 1975–1998 miejscowość administracyjnie należała do województwa radomskiego.
Na zachodnich krańcach wsi znajduje się źródło Strugi, niewielkiego dopływu Pilicy.

## Historia
Wieś szlachecka  położona była w drugiej połowie XVI wieku w powiecie wareckim ziemi czerskiej województwa mazowieckiego. Pierwsza pisana wzmianka o wsi pochodzi z roku 1576. Wynika z niej, że właścicielem wsi był Palczewski. Położona była w powiecie wareckim w ziemi czerskiej i należała do parafii we Wrociszewie.
Około roku 1830 był to folwark o powierzchni 1749 mórg, który wchodził w skład Dóbr Michałów razem z Palczewem. W roku 1880 wieś miała 16 osad włościańskich, zajmujących powierzchnię 173 mórg.